# Urosticte benjamini
El colibrí puntablanca occidental (Urosticte benjamini), también denominado colibrí de gargantilla (en Colombia), puntiblanca pechipúrpura (en Ecuador) o colibrí serrano violeta, es una especie de ave apodiforme de la familia Trochilidae —los colibríes— una de las dos pertenecientes al género Urosticte. Es nativo de regiones andinas del noroeste de América del Sur.

## Distribución y hábitat
Se distribuye en la región del Chocó, por la pendiente del Pacífico de la cordillera de los Andes del oeste de Colombia, desde la cabecera del río San Juan, en Chocó y Risaralda hacia el sur hasta el noroeste de Ecuador, hasta Pichincha.
Esta especie es considerada común en sus hábitats naturales: el interior y los bordes de selvas húmedas en regiones montañosas en altitudes entre 700 y 1600 m. Es un colibrí solitario que forrajea principalmente en el interior del bosque, desde cerca del suelo hasta el sub-dosel. En el oeste de Ecuador es más numeroso entre 1200 y 1400 m. Es sedentario en Colombia, en el oeste de Ecuador, algunos individuos se dispersan a menores altitudes después de la reproducción.

## Descripción
Mide entre 7 y 9 cm de longitud; el pico es recto y alcanza 18 mm de largo. Su plumaje es verde metálico o azul turquesa, muy iridiscente en la garganta y la grupa; presenta estría postocular blanca y un característico parche en forma de media luna de color fucsia a violeta iridiscente en la parte alta del pecho, bordeado por una estrecha línea blanca abajo. La cola es corta y negra, bifurcada, con el par de plumas centrales con puntas blancas y rojas visibles por arriba. La hembra presenta una larga estría malar blanca, una banda blanca y roja en el pecho y vientre blanco con punteado verde o azul brillante; su cola es menos bifurcada y no tiene amplias puntas blancas en las plumas centrales, sino terminales blancas en las plumas externas.

## Sistemática

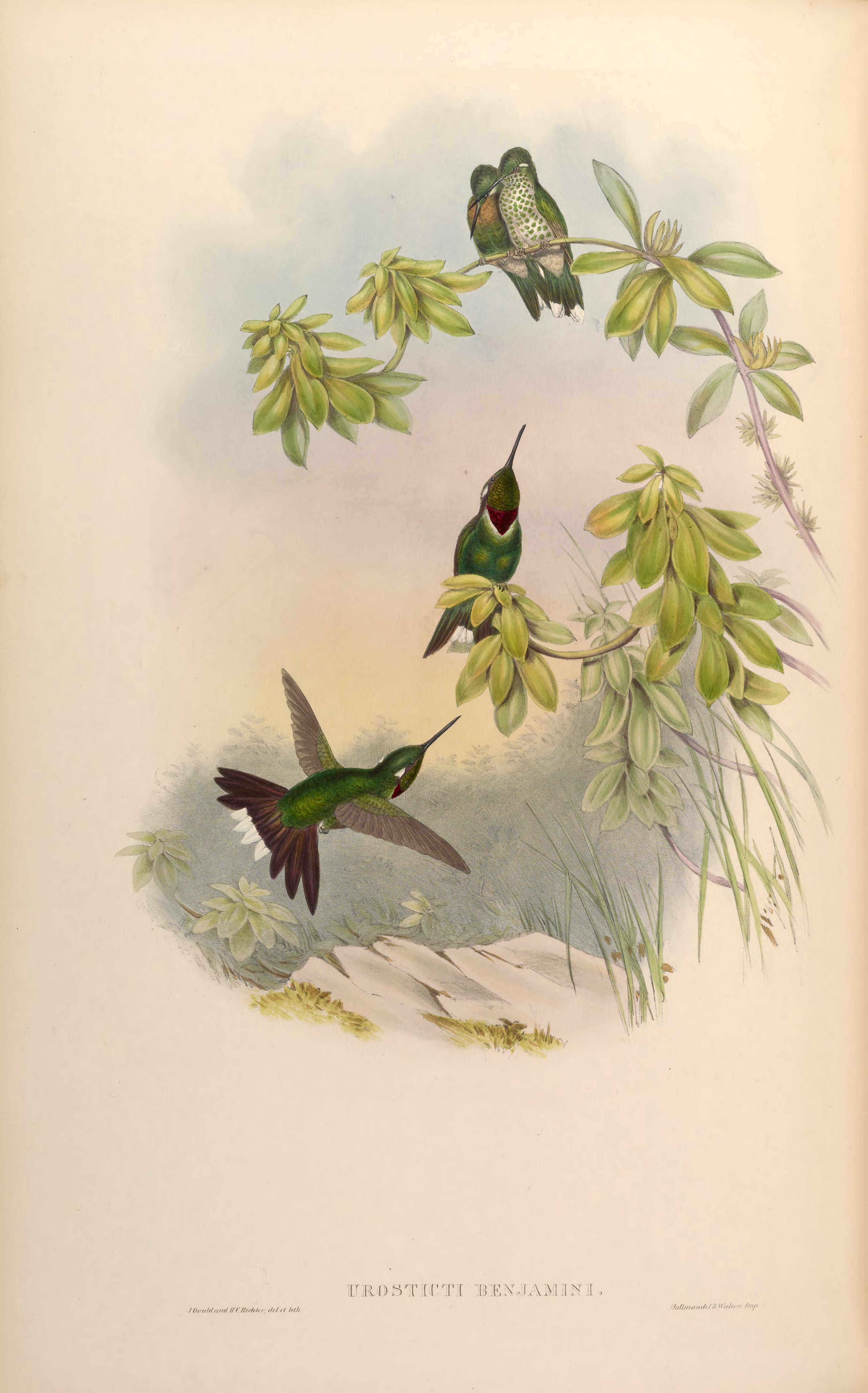
Urosticti benjamini (error), ilustración de Gould y Richter en A monograph of the Trochilidae, or family of humming-birds 3, 1861.

### Descripción original
La especie U. benjamini fue descrita por primera vez por el ornitólogo francés Jules Bourcier en 1851 bajo el nombre científico Trochilus benjamini; su localidad tipo es: « Gualea, Ecuador».

### Etimología
El nombre genérico femenino «Urosticte» se compone de las palabras del griego «oura» que significa ‘cola’, y «stiktos» que significa ‘manchado’; y el nombre de la especie «benjamini», conmemora al comerciante de historia natural británico John Benjamin Leadbeater (1800–1852), hijo del ornitólogo Benjamin Leadbeater.

### Taxonomía
La especie Urosticte ruficrissa fue alternativamente tratada por diversos autores como especie plena o como una subespecie de la presente. En la Propuesta No 141 al Comité de Clasificación de Sudamérica (SACC) se reconoció el estatus de especie separada y al mismo tiempo se mantuvo el estatus de  taxón inválido de intermedia, con aparentes características intermediarias entre las dos especies, como un sinónimo posterior de U. ruficrissa.
La subespecie descrita U. benjamini rostrata, del oeste de Colombia, probablemente se trata de un individuo aberrante de la presente especie. Es monotípica.